# Campionato mondiale di motocross 2012
Il campionato mondiale di motocross del 2012 si è disputando su 16 prove dal 9 aprile al 23 settembre. 

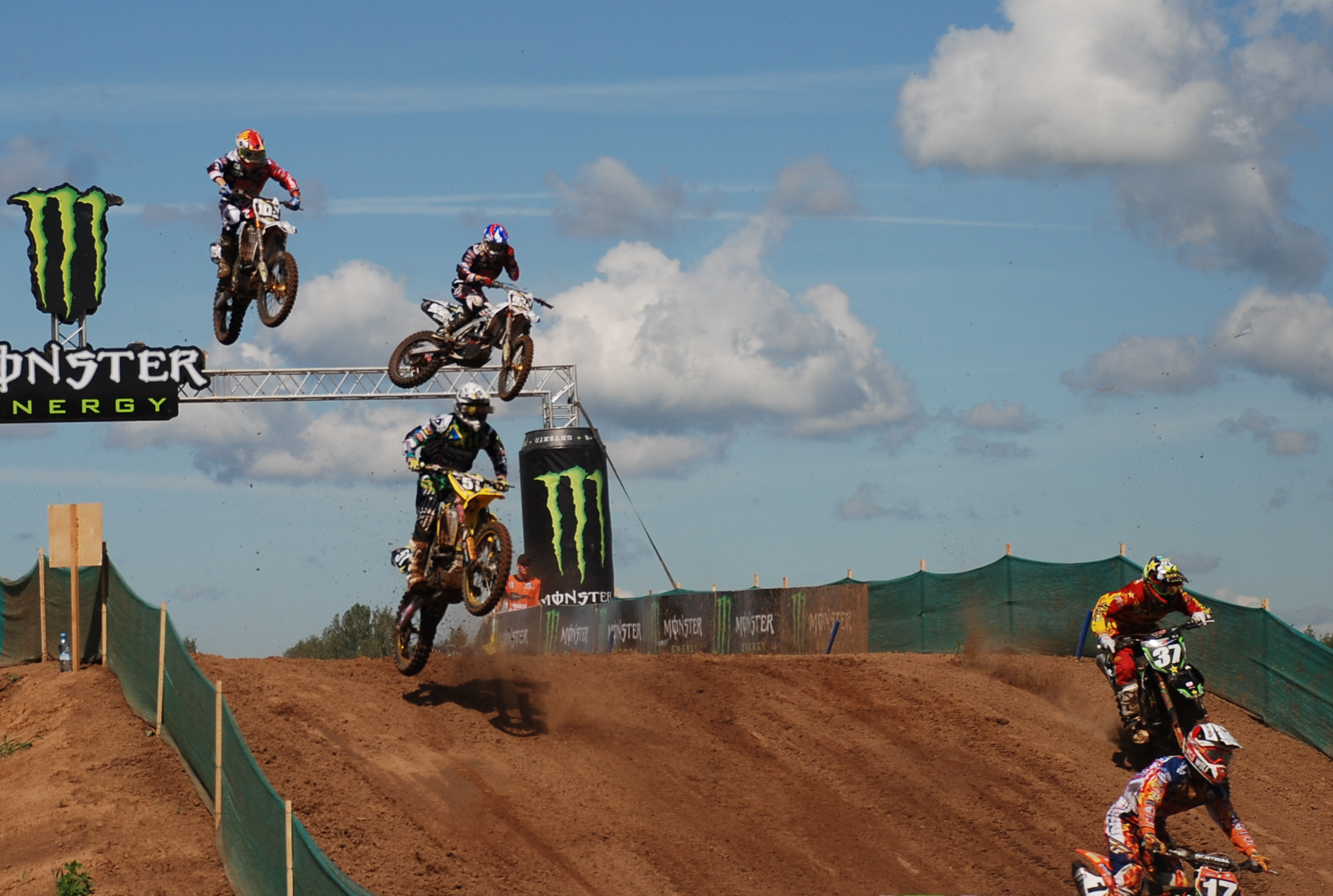
Un'immagine della prova disputata in Russia

Al termine della stagione si sono laureati campioni Antonio Cairoli su KTM nella MX1, Jeffrey Herlings su KTM nella MX2 e Matthias Walkner sempre su KTM nella MX3.

## MX1

### Calendario
| Prova | Data         | Gran Premio                       | Località            | Vincitore gara 1   | Vincitore gara 2   | Vincitore GP       |
| ----- | ------------ | --------------------------------- | ------------------- | ------------------ | ------------------ | ------------------ |
| 1     | 9 aprile     | Gran Premio d'Olanda              | Valkenswaard        | Antonio Cairoli    | Antonio Cairoli    | Antonio Cairoli    |
| 2     | 22 aprile    | Gran Premio di Bulgaria           | Sevlievo            | Christophe Pourcel | Gautier Paulin     | Gautier Paulin     |
| 3     | 29 aprile    | Gran Premio d'Italia              | Fermo               | Christophe Pourcel | Antonio Cairoli    | Christophe Pourcel |
| 4     | 13 maggio    | Gran Premio del Messico           | Guadalajara         | Antonio Cairoli    | David Philippaerts | Antonio Cairoli    |
| 5     | 20 maggio    | Gran Premio del Brasile           | Beto Carrero        | Christophe Pourcel | Xavier Boog        | Christophe Pourcel |
| 6     | 3 giugno     | Gran Premio di Francia            | Saint-Jean-d'Angély | Antonio Cairoli    | Antonio Cairoli    | Antonio Cairoli    |
| 7     | 10 giugno    | Gran Premio del Portogallo        | Águeda              | Clément Desalle    | Gautier Paulin     | Clément Desalle    |
| 8     | 17 giugno    | Gran Premio del Belgio            | Bastogne            | Antonio Cairoli    | Antonio Cairoli    | Antonio Cairoli    |
| 9     | 1º luglio    | Gran Premio di Svezia             | Uddevalla           | Clément Desalle    | Clément Desalle    | Clément Desalle    |
| 10    | 15 luglio    | Gran Premio di Lettonia           | Ķegums              | Antonio Cairoli    | Kevin Strijbos     | Antonio Cairoli    |
| 11    | 22 luglio    | Gran Premio di Russia             | Semigorje           | Antonio Cairoli    | Antonio Cairoli    | Antonio Cairoli    |
| 12    | 5 agosto     | Gran Premio della Repubblica Ceca | Loket               | Antonio Cairoli    | Antonio Cairoli    | Antonio Cairoli    |
| 13    | 19 agosto    | Gran Premio di Gran Bretagna      | Winchester          | Antonio Cairoli    | Antonio Cairoli    | Antonio Cairoli    |
| 14    | 2 settembre  | Gran Premio del Benelux           | Lierop              | Antonio Cairoli    | Antonio Cairoli    | Antonio Cairoli    |
| 15    | 9 settembre  | Gran Premio d'Europa              | Faenza              | Antonio Cairoli    | Antonio Cairoli    | Antonio Cairoli    |
| 16    | 23 settembre | Gran Premio di Germania           | Teutschenthal       | Antonio Cairoli    | Antonio Cairoli    | Antonio Cairoli    |

### Classifiche finali

#### Piloti
| Pos. | Pilota             | Moto     | Punti |
| ---- | ------------------ | -------- | ----- |
| 1    | Antonio Cairoli    | KTM      | 692   |
| 2    | Clément Desalle    | Suzuki   | 594   |
| 3    | Gautier Paulin     | Kawasaki | 536   |
| 4    | Christophe Pourcel | Kawasaki | 521   |
| 5    | Ken De Dycker      | Honda    | 505   |
| 6    | Kevin Strijbos     | KTM      | 405   |
| 7    | Xavier Boog        | Kawasaki | 398   |
| 8    | Tanel Leok         | Suzuki   | 381   |
| 9    | Evgeny Bobryshev   | Honda    | 325   |
| 10   | Rui Gonçalves      | Honda    | 315   |

#### Costruttori
| Pos. | Costruttore | Punti |
| ---- | ----------- | ----- |
| 1    | KTM         | 742   |
| 2    | Kawasaki    | 649   |
| 3    | Suzuki      | 617   |
| 4    | Honda       | 471   |
| 5    | Yamaha      | 439   |
| 6    | TM          | 58    |

## MX2

### Calendario
| Prova | Data         | Gran Premio                       | Località            | Vincitore gara 1 | Vincitore gara 2    | Vincitore GP     |
| ----- | ------------ | --------------------------------- | ------------------- | ---------------- | ------------------- | ---------------- |
| 1     | 9 aprile     | Gran Premio d'Olanda              | Valkenswaard        | Jeffrey Herlings | Jeffrey Herlings    | Jeffrey Herlings |
| 2     | 22 aprile    | Gran Premio di Bulgaria           | Sevlievo            | Joel Roelants    | Tommy Searle        | Tommy Searle     |
| 3     | 29 aprile    | Gran Premio d'Italia              | Fermo               | Jeffrey Herlings | Jeffrey Herlings    | Jeffrey Herlings |
| 4     | 13 maggio    | Gran Premio del Messico           | Guadalajara         | Jeffrey Herlings | Jeffrey Herlings    | Jeffrey Herlings |
| 5     | 20 maggio    | Gran Premio del Brasile           | Beto Carrero        | Tommy Searle     | Tommy Searle        | Tommy Searle     |
| 6     | 3 giugno     | Gran Premio di Francia            | Saint-Jean-d'Angély | Jeffrey Herlings | Tommy Searle        | Jeffrey Herlings |
| 7     | 10 giugno    | Gran Premio del Portogallo        | Águeda              | Jeffrey Herlings | Tommy Searle        | Jeffrey Herlings |
| 8     | 17 giugno    | Gran Premio del Belgio            | Bastogne            | Jeffrey Herlings | Tommy Searle        | Tommy Searle     |
| 9     | 1º luglio    | Gran Premio di Svezia             | Uddevalla           | Jeffrey Herlings | Tommy Searle        | Tommy Searle     |
| 10    | 15 luglio    | Gran Premio di Lettonia           | Ķegums              | Joel Roelants    | Jeremy van Horebeek | Joel Roelants    |
| 11    | 22 luglio    | Gran Premio di Russia             | Semigorje           | Jeffrey Herlings | Jeffrey Herlings    | Jeffrey Herlings |
| 12    | 5 agosto     | Gran Premio della Repubblica Ceca | Loket               | Jeffrey Herlings | Jeffrey Herlings    | Jeffrey Herlings |
| 13    | 19 agosto    | Gran Premio di Gran Bretagna      | Winchester          | Tommy Searle     | Tommy Searle        | Tommy Searle     |
| 14    | 2 settembre  | Gran Premio del Benelux           | Lierop              | Jeffrey Herlings | Jeffrey Herlings    | Jeffrey Herlings |
| 15    | 9 settembre  | Gran Premio d'Europa              | Faenza              | Jeffrey Herlings | Jeffrey Herlings    | Jeffrey Herlings |
| 16    | 23 settembre | Gran Premio di Germania           | Teutschenthal       | Tommy Searle     | Tommy Searle        | Tommy Searle     |

### Classifiche finali

#### Piloti
| Pos. | Pilota              | Moto     | Punti |
| ---- | ------------------- | -------- | ----- |
| 1    | Jeffrey Herlings    | KTM      | 694   |
| 2    | Tommy Searle        | Kawasaki | 651   |
| 3    | Jérémy van Horebeek | KTM      | 559   |
| 4    | Jake Nicholls       | KTM      | 443   |
| 5    | Jordi Tixier        | KTM      | 434   |
| 6    | Joël Roelants       | Kawasaki | 367   |
| 7    | Max Anstie          | Honda    | 333   |
| 8    | José Butrón         | KTM      | 291   |
| 9    | Glenn Coldenhoff    | KTM      | 273   |
| 10   | Dylan Ferrandis     | Kawasaki | 272   |

#### Costruttori
| Pos. | Costruttore | Punti |
| ---- | ----------- | ----- |
| 1    | KTM         | 757   |
| 2    | Kawasaki    | 721   |
| 3    | Yamaha      | 489   |
| 4    | Honda       | 382   |
| 5    | Suzuki      | 309   |
| 6    | Husqvarna   | 271   |
| 6    | TM          | 29    |

## MX3

### Calendario
| Prova | Data         | Gran Premio                  | Località           | Vincitore gara 1 | Vincitore gara 2 | Vincitore GP     |
| ----- | ------------ | ---------------------------- | ------------------ | ---------------- | ---------------- | ---------------- |
| 1     | 9 aprile     | Gran Premio d'Olanda         | Valkenswaard       | Yentel Martens   | Kevin Wouts      | Kevin Wouts      |
| 2     | 15 aprile    | Gran Premio di Francia       | Castelnau-de-Lévis | Cedric Soubeyras | Gregory Aranda   | Cedric Soubeyras |
| 3     | 13 maggio    | Gran Premio di Bulgaria      | Troyan             | Klemen Gerčar    | Martin Michek    | Martin Michek    |
| 4     | 20 maggio    | Gran Premio d'Italia         | Arco               | Michael Staufer  | Matthias Walkner | Matthias Walkner |
| 5     | 3 giugno     | Gran Premio di Croazia       | Mladina            | Klemen Gerčar    | Matevž Irt       | Matthias Walkner |
| 6     | 10 giugno    | Gran Premio di Slovenia      | Orehova vas        | Klemen Gerčar    | Klemen Gerčar    | Klemen Gerčar    |
| 7     | 1º luglio    | Gran Premio di Slovacchia    | Šenkvice           | Martin Michek    | Martin Michek    | Martin Michek    |
| 8     | 19 agosto    | Gran Premio di Gran Bretagna | Winchester         | Matthias Walkner | Martin Michek    | Martin Michek    |
|       | 9 settembre  | Gran Premio del Portogallo   | Águeda             | Cancellato       | Cancellato       | Cancellato       |
| 9     | 23 settembre | Gran Premio di Germania      | Teutschenthal      | Filip Neugebauer | Filip Neugebauer | Filip Neugebauer |

### Classifiche finali

#### Piloti
| Pos. | Pilota             | Moto   | Punti |
| ---- | ------------------ | ------ | ----- |
| 1    | Matthias Walkner   | KTM    | 337   |
| 2    | Martin Michek      | KTM    | 306   |
| 3    | Günter Schmidinger | Honda  | 299   |
| 4    | Klemen Gercar      | Honda  | 277   |
| 5    | Antti Pyrhönen     | Honda  | 230   |
| 6    | Matevz Irt         | Suzuki | 194   |
| 7    | Michael Staufer    | KTM    | 185   |
| 8    | Petr Bartos        | KTM    | 185   |
| 9    | Lukasz Lonka       | Honda  | 175   |
| 10   | Ludvig Söderberg   | Honda  | 147   |

#### Costruttori
| Pos. | Costruttore | Punti |
| ---- | ----------- | ----- |
| 1    | KTM         | 391   |
| 2    | Honda       | 383   |
| 3    | Suzuki      | 209   |
| 4    | Kawasaki    | 173   |
| 5    | Yamaha      | 172   |
| 6    | TM          | 23    |